# 公主戀人
《公主戀人》是日本成人遊戲製作公司Ricotta於2008年6月27日發售的美少女遊戲及其改編的2009年電視動畫。Ricotta的第一部作品，同時也是插畫家的商業出道作品及動畫製作公司GoHands的第一作。2010年1月28日由COMFORT發售PlayStation 2版《Princess Lover! ～Eternal Love For My Lady～》。2010年秋季發行OVA作品，女主角為希爾薇·范·霍森。

## 故事簡介
主角小林哲平是平凡的日本男學生。某天，他跟雙親一起出去旅行，但是雙親在回去的路上死於交通事故。其後哲平被自己的外祖父收養了。
哲平的外祖父有馬一心是日本著名的企業集團有馬集團的總裁。為了成為有馬集團繼承人，哲平轉學到名門私立學校秀峰學園。
哲平在秀峰學園遇見一位少女夏洛特·海森林克，她是在日本留學的異國公主。哲平在不知不覺中發現自己喜歡上夏洛特,而且夏洛特也在不知不覺中發現自己喜歡上哲平。

## 登場人物
配音員順序：十八禁遊戲及OVA版／PS2遊戲版／電視動畫版

### 主要角色
有馬哲平
配音員：石田彰（OVA）／無／寺島拓篤
男主角，旧名小林哲平，福井縣出身。私立秀峰學園二年級生。擅長劍道，技術精湛，實力不容小觑。喜愛騎摩托車，技術很好。不久前父母慘遭殺害（漫画版是車禍身亡），原本就是有馬一心女兒佳苗的兒子，即是有馬一心的外孫。作為有馬家的養子兼繼承人，為了能夠找出殺害自己父母親的兇手報仇，開始就讀私立秀峰學園。受夏洛特跟希爾薇邀請進入了學園社交部，但因為聖華反對，不想被她小看，所以開始為了進入社交部而拼命努力，在不知不覺中發現自己喜歡上夏洛特。是個見義勇為且勇氣十足的青年，做事、說話坦率，喜歡和劍術高強的人比試一番，有著改變別人並且讓大家想相信他的力量。
夏洛特·海森林克
配音員：風音／遠藤綾／柚木涼香
身高164cm、三圍92（G）-56-84cm。B型。生日：4月10日（牡羊座）
女主角，私立秀峰學園三年級女生，海森林克公國（ヘイゼルリンク公国）的第一公主，每天坐馬車上學。
在電視動畫版第一集中，其乘坐馬車途中被開吉普車的流氓襲擊，被哲平救起是兩人初次相遇。屬於社交部內性格開朗的少女。性格單純、非常樂觀，有一點天然呆傾向，對於男女之間的行為不了解且不在意，行為非常大膽。在學校裡經常捉弄哲平，但有時候會露出意外成熟的一面以及堅強的樣子。與哲平在遊樂園約會的時候，要求哲平跟她訂下一個約定；隨著時間過去，對哲平的感覺一天比一天深。在不知不覺中發現自己喜歡上哲平。
希爾薇·范·霍森
配音員：楠鈴音／／豐口惠
身高168cm、三圍88（E）-57-87cm。A型。生日：6月15日（雙子座）
私立秀峰學園二年級女生，菲爾米施公國（フィルミッシュ公国）的女性設計師，與父親及妹妹一同來日本，小時候母親因意外事故去世。擅長西洋劍術，劍術十分精湛，对身为骑士的自豪感很强烈，甚至在公众场合都会佩戴着御赐的佩剑。对任何事都持认真的态度，但又完全是个直性子。英姿飒爽的气势，在学校的男女中很有人气，同時也是社交部成員。喜歡和哲平比試劍技，認為只有他有實力跟她對決。起初不了解自己對哲平的心意，認為彼此只是崇尚武藝的人，後來發現自己喜歡上哲平。原本是哲平的未婚妻，後來自行取消婚約。是一個認真負責的淑女，但有時候也會固執起來（為OVA卷的女主角）。
鳳條院聖華
配音員：佐本二厘／喜多村英梨／加藤英美里
身高156cm、三圍78（B）-56-83cm。AB型。生日：8月7日（獅子座）
私立秀峰學園二年級女生，哲平的同班同學。以年輕且才華洋溢的姿態嶄露頭角的時裝設計師兼模特兒，雙馬尾髮型為其特徵。其家世在過去與有馬家有一段不堪回首的故事，故最初連帶仇視哲平；之後在哲平努力下化解了多年的積怨，也對他產生了好感。擔任學園象徵的社交部代表，堅決反對哲平加入社交部，之後開出條件才准許讓他入部。在她好勝的性格下有著一顆纖細的心，有時候說的話跟內心的想法不一致，有點不坦率的女孩子。
有馬家和鳳條院家的恩怨。鳳條院家經營的廣告代理店鳳凰堂原是有馬公司的所屬企業，一直是由有馬掌管。經濟高度成長期間，有馬一心連家也不回，只是每天不停的工作，有馬一心的妻子感到了寂寞，於是開始和聖華的爺爺搞外遇，所以有馬一心把妻子趕出了有馬家，然後鳳凰堂也分裂了出去。聖華的作品出展在有馬家的百貨也被拒絕了，而且還在全國報紙上說，由小女孩來做生意的低俗店會有損百貨公司的檔次。
藤倉優
配音員：／豬口有佳／松岡由貴
身高160cm、三圍84（C）-58-83cm。A型。生日：1月26日（水瓶座）
小時候在有馬家名下的孤兒院長大，後進入有馬家擔任女僕，並成為哲平專屬女僕，亦是哲平同班同學。性格溫柔和善，身懷各種絕技，在各方面都很完美，是個賢妻良母型的女性，主要让哲平成为有马集团出色的继承人作为目标在身旁帮助哲平为自己的职责，喜欢哲平。

### 次要角色
瑪麗亞·范·霍森
配音員：櫻川未央／小林真紀／三宅華也
希爾薇的異母妹妹。母親是日本人，叫由紀子。性格天真浪漫，非常信任姐姐希爾薇。
金子綾乃
配音員：遠野そよぎ／岡嶋妙／佐佐木望
身高158cm、三圍86（D）-59-85cm。B型。生日：6月27日（巨蟹座）
學園二年級女生，哲平的同班同學，社交部成員，聖華的朋友。
PS2版中角色昇格為女主角。
竹園英里香
配音員：五行薺／小野涼子／水原薰
學園二年級女生，社交部成員，聖華的朋友。
根津晴彥
配音員：莓牛奶／白石稔／同左
學園二年級男生，哲平的同班同學，社交部成員。個性爽朗經常有很戲劇化的姿態，似乎有一點M傾向。
文森特·范·霍森
配音員：十七条良房／子安武人／同左
希爾薇、瑪麗亞的父親，溺愛兩個女兒。菲爾米施公國最高貴族。平時雖然看起來有點靠不住，但還是有著一個好父親的一面。
艾爾弗雷德
配音員：嚴蟬秋／秋元羊介／同左
擔任夏洛特的管家的白髪老人。非常關心夏洛特的一舉一動，絕對不允許她被人給帶壞，特別是對有馬哲平，隨時監視他的行為。
菲利普·海森林克
配音員：瀧澤敦也／？／不登場
夏洛特的父親，海森林克公國的國王。
有馬一心
配音員：比留間京之介／若本規夫／同左
哲平的外祖父兼養父，有馬集團總裁。是一個豪邁且豪爽的老爺爺，不拘小節，任何一舉一動在眾人眼裡都很有氣魄跟威嚴。
哲平的父親
配音員：-／-／金光宣明
故事中並沒有提及他的姓名。
哲平的父親，名字不詳，但哲平成為有馬一心養子前姓小林，所以推測他也是姓小林。
哲平的母親
配音員：-／-／百百麻子
故事中並沒有提及她的姓名。
有馬一心在第一集中曾稱呼她為「女兒佳苗」，所以推測原名為有馬佳苗，並推測出嫁後名為小林佳苗。原本為有馬集團的正統繼承人，死後由哲平繼承。
哈爾多曼·貝澤爾海姆
配音員：不登場／不登場／小杉十郎太
電視動畫版原創角色。海森林克公國的實業家，夏洛特的未婚夫，殺害哲平父母的兇手。表面上是一個品德直率且老實忠懇的好人，內裡卻是狡猾多端的人。假裝保護有馬一心跟文森特故意裝出被槍殺的樣子，其實是為了能夠讓計畫執行成功讓自己詐死的計謀，藉機綁架夏洛特，最終目的是為了將有馬一心推入深淵，毀了有馬財團和繼承人有馬哲平，卻被哲平給阻止了。最後受有馬哲平的話影響，而回到約瑟芬的身邊。
約瑟芬·喬斯塔
配音員：不登場／不登場／田中敦子
電視動畫版原創角色。擔任哈爾多曼的秘書的美女，非常喜歡哈爾多曼，討厭哈爾多曼身邊的任何女性。真實身分是想摧毀眾多企業的背叛者，被哈爾多曼給用槍射擊，幸運活下來。

## 主題曲
プリンセスラバー！
片頭曲
作曲・編曲 - chokix / 歌・作詞 - 橋本美雪
片尾曲
作曲・編曲 - ms-jacky / 歌・作詞 - 橋本美雪
插入曲
作曲・編曲 - 田辺トシノ / 作詞 - 橋本美雪 / 歌 - jina
プリンセスラバー！ 〜Eternal Love For My Lady〜
片頭曲
- 《Waltz!Waltz!Waltz!》

作曲・編曲 - chokix / 歌・作詞 - 橋本美雪
插入曲
- 《Waltz!Waltz!Waltz! ~clear sound Ver.~》

作曲 - chokix /編曲 - 田辺トシノ / 歌・作詞 - 橋本美雪

## 電視動畫

### 工作人員
- 原作：Ricotta
- 導演：金澤洪充
- 系列構成：中村誠
- 人物設計：鈴木信吾
- 道具設計：菊田幸一、仁保知行
- 美術監督：佐藤勝
- 色彩設計：田中直人
- 攝影監督：佐藤陽一郎
- 音樂：菊知樹、南良樹
- 音響監督：高橋秀雄
- 製作群：野村美加、荒川雅信、新田達弘、櫻井優香
- 動畫製作：GoHands
- 製作：私立秀峰學園社交部（Frontier Works、Media Factory、Lantis）

#### 主题曲
片頭曲
- 「Princess Primp!」

作詞 - 畑亜貴 / 作曲・編曲 - 虹音 / 歌 - 橋本美雪
片尾曲
- 「S.S.D!」

作詞・作曲・歌 - yozuca* / 編曲 - 黒須克彦
插入曲
- 「命短し、恋せよ姫!」（第8、10、12話）

作詞・歌 - 橋本美雪 / 作曲 - 藤本貴則 / 編曲 - 菊谷知樹
- 「プリンセスラバー!」（第12話）

作詞・歌 - 橋本美雪 / 作曲・編曲 - chokix

### 播放電視台
日本深夜動畫：下文記載的日本国内播放時間使用日本標準時間（UTC+9）表示。因為部分時間标识會採用30小时制，因此請留意这类超过24:00的时间，其實際播放時間為翌日清晨。
| 播放地域   | 電視台                    | 播放期間               | 播放時間（UTC+9）   | 系列          | 備考   |
| ---------- | ------------------------- | ---------------------- | ------------------- | ------------- | ------ |
| 千葉縣     | 千葉電視台                | 2009年7月5日－9月20日  | 星期日 24:30－25:00 | 獨立UHF放送局 |        |
| 神奈川縣   | 神奈川電視台              | 2009年7月5日－9月20日  | 星期日 25:30－26:00 | 獨立UHF放送局 |        |
| 中京廣域圈 | 中京電視台                | 2009年7月6日－9月21日  | 星期一 27:15－27:45 | 日本電視系    |        |
| 日本全域   | BIGLOBE                   | 2009年7月7日－9月22日  | 星期二              | 網絡配信      |        |
| 日本全域   | Animate TV Animate Mobile | 2009年7月7日－9月22日  | 星期二              | 網絡配信      |        |
| 東京都     | 東京都會電視台            | 2009年7月7日－9月22日  | 星期二 25:30－26:00 | 獨立UHF放送局 |        |
| 兵庫縣     | SUN電視台                 | 2009年7月8日－9月23日  | 星期三 26:10－26:40 | 獨立UHF放送局 |        |
| 全日本     | AT-X                      | 2009年7月9日－9月24日  | 星期四 09:30－10:00 | CS放送        | 有重播 |
| 埼玉縣     | 埼玉電視台                | 2009年7月10日－9月25日 | 星期五 25:00－25:30 | 獨立UHF放送局 |        |

### 各話標題
| 話數     | 標題 | 中譯                     | 劇本   | 分鏡              | 導演              | 作畫監督                   |
| -------- | ---- | ------------------------ | ------ | ----------------- | ----------------- | -------------------------- |
| 第一話   |      | 馬車與公主               | 中村誠 | 鈴木信吾 金澤洪充 | 池畠博史          | 鈴木信吾 舛田裕美          |
| 第二話   |      | 學院與再會               | 中村誠 | 金澤洪充 杉生祐一 | 金澤洪充          | 菊田幸一 井元一彰 鈴木信吾 |
| 第三話   |      | 劍與舞會                 | 中村誠 | 金澤洪充 杉生祐一 | 金澤洪充          | 山中正博                   |
| 第四話   |      | 玫瑰與鞋                 | 中村誠 | 金澤洪充 杉生祐一 | 金澤洪充 杉生祐一 | 古田誠                     |
| 第五話   |      | 夕陽與觀光車             | 中村誠 | 工藤進            | 工藤進            | 井元一彰                   |
| 第六話   |      | 溫泉的煙霧與幸運的偷窺者 | 中村誠 | 金澤洪充 杉生祐一 | 金澤洪充          | 内田孝行                   |
| 第七話   |      | 婚約者與花瓣             | 中村誠 | 金澤洪充 杉生祐一 | 工藤進            | 井元一彰                   |
| 第八話   |      | 樂園與真實               | 中村誠 | 金澤洪充          | 杉生祐一          | 菊田幸一 古田誠            |
| 第九話   |      | 紅與藍                   | 中村誠 | 金澤洪充          | 金澤洪充          | 仁保知行 舛田裕美          |
| 第十話   |      | 喪失與再生               | 中村誠 | 小寺勝之          | 工藤進            | 長坂寛治                   |
| 第十一話 |      | 騎馬隊與列車             | 中村誠 | 小寺勝之          | 池畠博史          | 内田孝行                   |
| 第十二話 |      | 公主戀人                 | 中村誠 | 金澤洪充          | 金澤洪充          | 鈴木信吾                   |

## OVA
分為上下兩卷DVD，Rune Pictures（ルネピクチャーズ）發行。每卷總長30分鐘，畫面格式為16:9，含稅價7140日圓。上卷初回限定版於2010年9月17日發售，通常版於同年10月29日發售；下卷初回限定版於2010年10月22日發售。上下兩捲皆是希爾維為女主角，後來因為大受好評以及粉絲們的期待而決定製作以夏洛特為女主角的新作，但因為種種原因而被推遲，至今仍未對外發售。由於公主戀人的ova定位趨於成人化，因此只允許18歲或以上人士觀看。

### 工作人員
- 原作：Ricotta
- 導演、分鏡、演出：
- 動畫人物、作畫監修：黑田和也
- 編劇：
- 作畫監督：岡田真弓
- 上卷作畫監督補佐：黑川唄
- 美術監督：篠田邦宏
- 色彩設計：
- 上卷攝影監督：關谷能弘
- 下卷攝影監督：東海林功
- 音樂：淺野彰[5]
- 錄影帶編輯：Data Art
- 製作群：、
- 動畫製作：Public Enemies（パブリックエネミーズ）
- 販賣：株式會社Library Garden（株式会社ライブラリー・ガーデン）
- 製作、發售：L.

## 相關商品

### 書籍
- （Princess Lover! Visual Fan Book）（2008年12月2日發售，ISBN 978-4-903491-87-5）
- （2009年8月26日發售）

### 小說
- （Princess Lover! 西爾維婭·范·霍森的戀愛）（2008年11月29日發售，ISBN 978-4-86032-667-8）
- （Princess Lover! 夏洛特·黑澤爾林克的戀愛）（2009年5月30日發售，ISBN 978-4-86032-751-4）
- （Princess Lover! 鳳條院聖華的戀愛）（2009年12月26日發售，ISBN 978-4-86032-842-9）

### 漫畫
- （公主戀人!Princess Lover! ）（2011年7月1日發售，ISBN 471-7-70223-768-4）

### 音樂CD
- 橋本美雪的專輯《Brilliant Moment》（2008年8月6日發售，十八禁遊戲版片頭曲收錄）
- 橋本美雪的單曲《Princess Primp!》（2009年7月22日發售，電視動畫版片頭曲）

### 動畫DVD
- Vol.1（2009年10月23日發售）
- Vol.2（2009年11月25日發售）
- Vol.3（2009年12月22日發售）
- Vol.4（2010年1月22日發售）
- Vol.5（2010年2月25日發售）
- Vol.6（2010年3月25日發售）

## 外部連結
- 十八禁遊戲官方網站（页面存档备份，存于）（日語）
- 電視動畫官方網站 （页面存档备份，存于）（日語）
- COMFORT OFFICIAL SITE（PS2遊戲官方網站） （页面存档备份，存于）（日語）
- 公主戀人（動畫）在動畫新聞網百科全書中的資料（英文）
- 《公主戀人》在視覺小說數據庫的頁面 （英文）